# Родин, Михаил Никитович
Михаил Никитович Родин — советский футболист, защитник куйбышевских клубов «Крылья Советов» и «Буревестник».

## Клубная карьера
Футбольную карьеру начал в заводской команде «Зенит».
Дебютировал за основной состав «Крыльев Советов» 7 июня 1951 года, сыграв в матче против «Динамо» (Тбилиси).
В 1953 году провёл 5 матчей, которые были все проиграны с разницей мячей 4-15.
За дублирующий состав «Крыльев» провёл более 65 матчей.
Предсезонные сборы 1954 года провёл с «Крыльями Советов», но в заявку команды на сезон не попал.

## Клубная статистика
| Выступление      | Выступление      | Выступление      | Лига | Лига | Кубок | Кубок | Дубль | Дубль | Итого | Итого |
| Клуб             | Лига             | Сезон            | Игры | Голы | Игры  | Голы  | Игры  | Голы  | Игры  | Голы  |
| ---------------- | ---------------- | ---------------- | ---- | ---- | ----- | ----- | ----- | ----- | ----- | ----- |
| Крылья Советов   | класс А          | 1949             | 0    | 0    | —     | —     | 24    | 0     | 24    | 0     |
| Крылья Советов   | класс А          | 1950             | 0    | 0    | —     | —     | 31    | 0     | 31    | 0     |
| Крылья Советов   | класс А          | 1951             | 1    | 0    | —     | —     | —     | —     | 1     | 0     |
| Крылья Советов   | класс А          | 1952             | 3    | 0    | 1     | 0     | 10    | 0     | 14    | 0     |
| Крылья Советов   | класс А          | 1953             | 5    | 0    | —     | —     | —     | —     | 5     | 0     |
| Крылья Советов   | Итого            | Итого            | 9    | 0    | 1     | 0     | 65    | 0     | 75    | 0     |
| Всего за карьеру | Всего за карьеру | Всего за карьеру | 9    | 0    | 1     | 0     | 65    | 0     | 75    | 0     |